# Banize
Banize is een gemeente in het Franse departement Creuse (regio Nouvelle-Aquitaine) en telt 159 inwoners (2004). De plaats maakt deel uit van het arrondissement Aubusson.

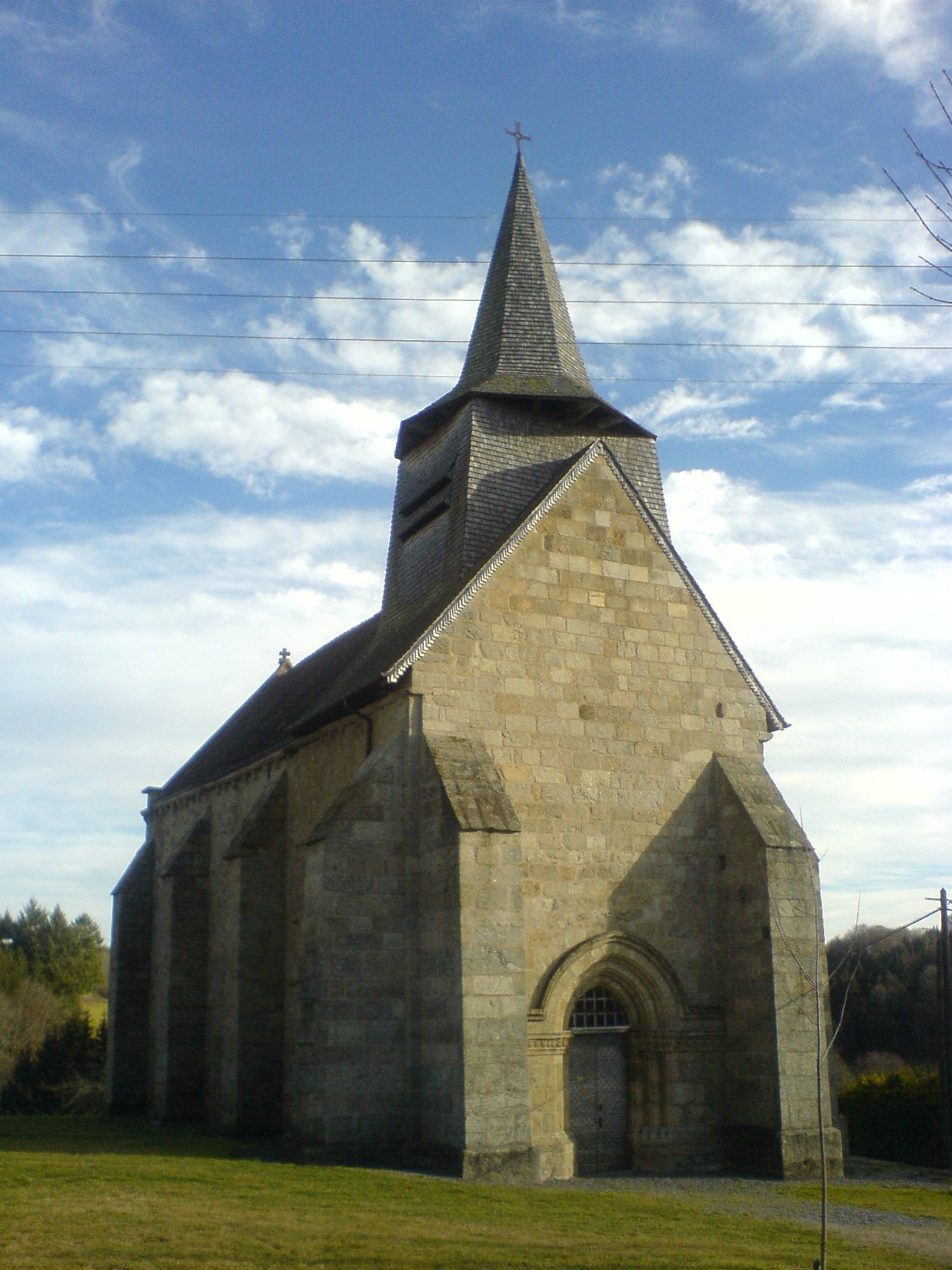
Kerk van Banize
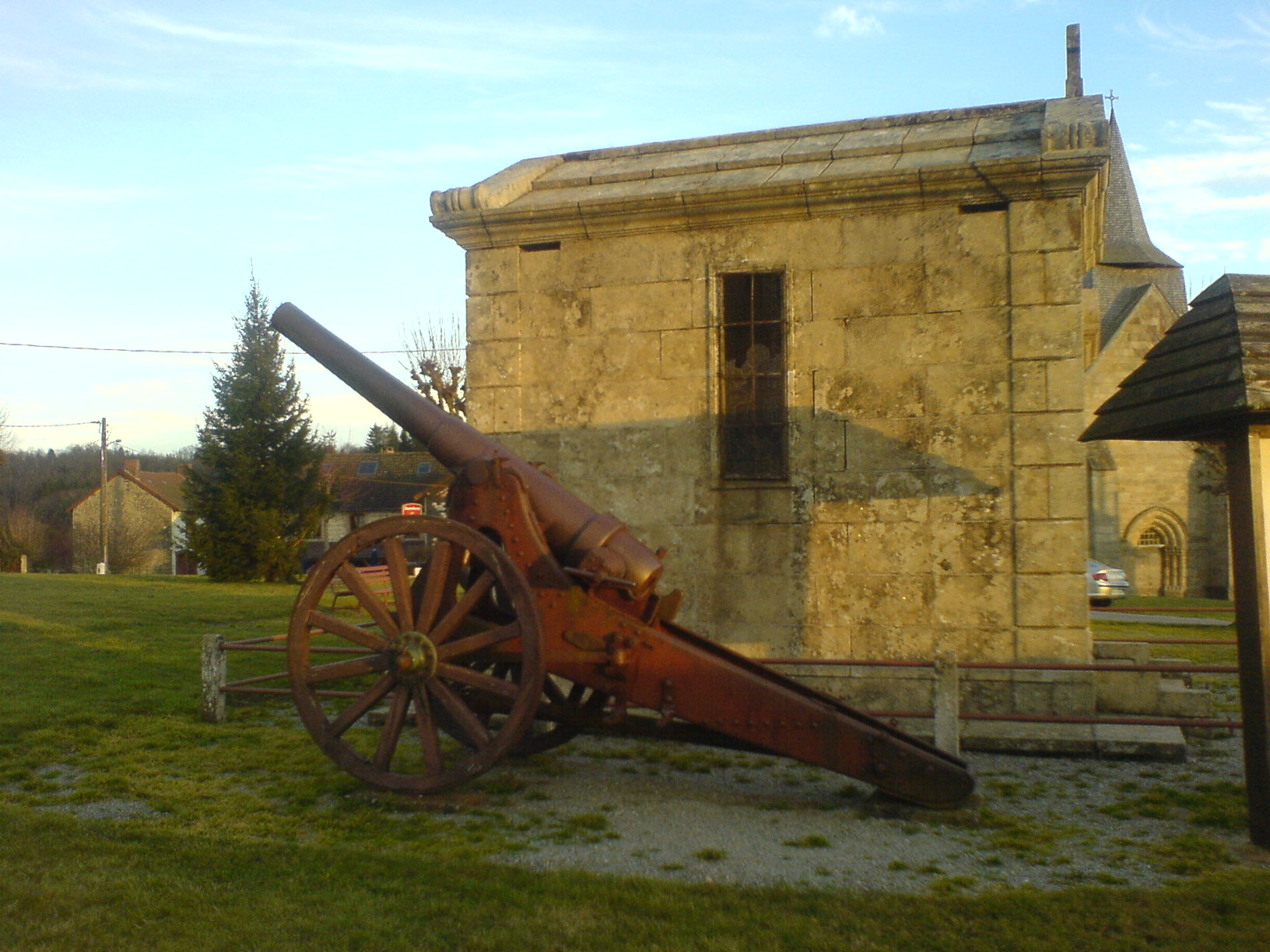
Gemeentehuis

## Geografie
De oppervlakte van Banize bedraagt 14,9 km², de bevolkingsdichtheid is 10,7 inwoners per km².
De onderstaande kaart toont de ligging van Banize met de belangrijkste infrastructuur en aangrenzende gemeenten.

## Demografie
Onderstaande figuur toont het verloop van het inwonertal (bron: INSEE-tellingen).

1. ↑  Populations de référence 2022.